# Joy Bryant
Joy Bryant est une actrice et un ancien top-model américaine, née le 18 octobre 1974 dans Le Bronx (New York)...
Elle est révélée par le film biographique dramatique Antwone Fisher (2003), la première réalisation de Denzel Washington. Elle accède à la notoriété par le rôle de Jasmine Trussell dans la série télévisée Parenthood (2010-2015).

## Biographie

### Jeunesse et formation
Joy Bryant est née et a grandi dans la banlieue de New York. Elle a été élevée par sa grand-mère qui l'a aidée à subvenir à ses besoins.
Elle commence la danse à l'âge de trois ans.
Joy Bryant révélera plus tard qu'elle a été conçue à la suite d'une agression sexuelle contre sa mère, qui était alors âgée de seulement quinze ans au moment de sa naissance.

« Ma mère m'a donné naissance, non pas par amour, mais par honte. Après avoir caché sa grossesse à ma grand-mère pendant six mois. Peu importe comment, pourquoi et quand cela est arrivé. Avec la mort de ma mère et de mon père, je ne saurai jamais les détails. Ce qui compte, c'est que personne ne l'a protégée avant ou après. »

Étudiante modèle, elle se définit elle-même comme une nerd, c'est à l'université Yale qu'elle est repérée par un recruteur de mannequin. Elle débute alors une carrière dans le monde de la mode à Paris.

### Carrière

#### Mannequinat et révélation
Rapidement, Joy fait des apparitions dans des clips vidéos et des publicités. Elle décroche des contrats de mannequin en partenariat avec des marques tels que Ralph Lauren, Tommy Hilfiger. C'est en 2001 qu'elle a son premier véritable rôle dans le téléfilm musical Carmen : A Hip Hopera aux côtés de la chanteuse Beyoncé Knowles.
Après un petit rôle dans la comédie Showtime, elle se fait remarquer par le drame Antwone Fisher, le premier film de Denzel Washington en tant que réalisateur. Son interprétation est saluée par la critique et attire l'attention.
En 2003, elle incarne la meilleure amie de Jessica Alba dans le film de danse Honey de Bille Woodruff. La même année, elle joue dans trois épisodes du drama médical à succès Urgences.
L'année suivante, elle défend plusieurs projets : Elle présente au Festival international du film de Toronto, le film policier Haven aux côtés d'Orlando Bloom et de Bill Paxton, elle apparaît dans Three Way de Scott Ziehl avec Ali Larter, Desmond Harrington et Gina Gershon, elle donne la réplique à Nia Long et David Alan Grier dans le film produit par Sony Pictures Classics et salué lors du Festival du film de Sundance 2004, Baadasssss!.
En 2005, elle joue avec 50 Cent et Viola Davis dans le drame Réussir ou mourir de Jim Sheridan. Il s'agit d'un film biographique s'inspirant de la vie de 50 Cent, à l'instar de 8 Mile avec Eminem, sorti trois ans plus tôt. La même année, elle seconde Kate Hudson dans le film fantastique La Porte des secrets, puis, elle joue dans le film indépendant London avec Jessica Biel, Jason Statham et Chris Evans.
En 2007, elle n'a qu'un rôle mineur dans le thriller The Hunting Party de Richard Shepard, dans lequel elle joue la petite amie de Terrence Howard mais elle enchaîne avec l'un des premiers rôles de la comédie Le Retour de Roscoe Jenkins, aux côtés de Martin Lawrence, réalisée par Malcolm D. Lee et sortie en 2008.

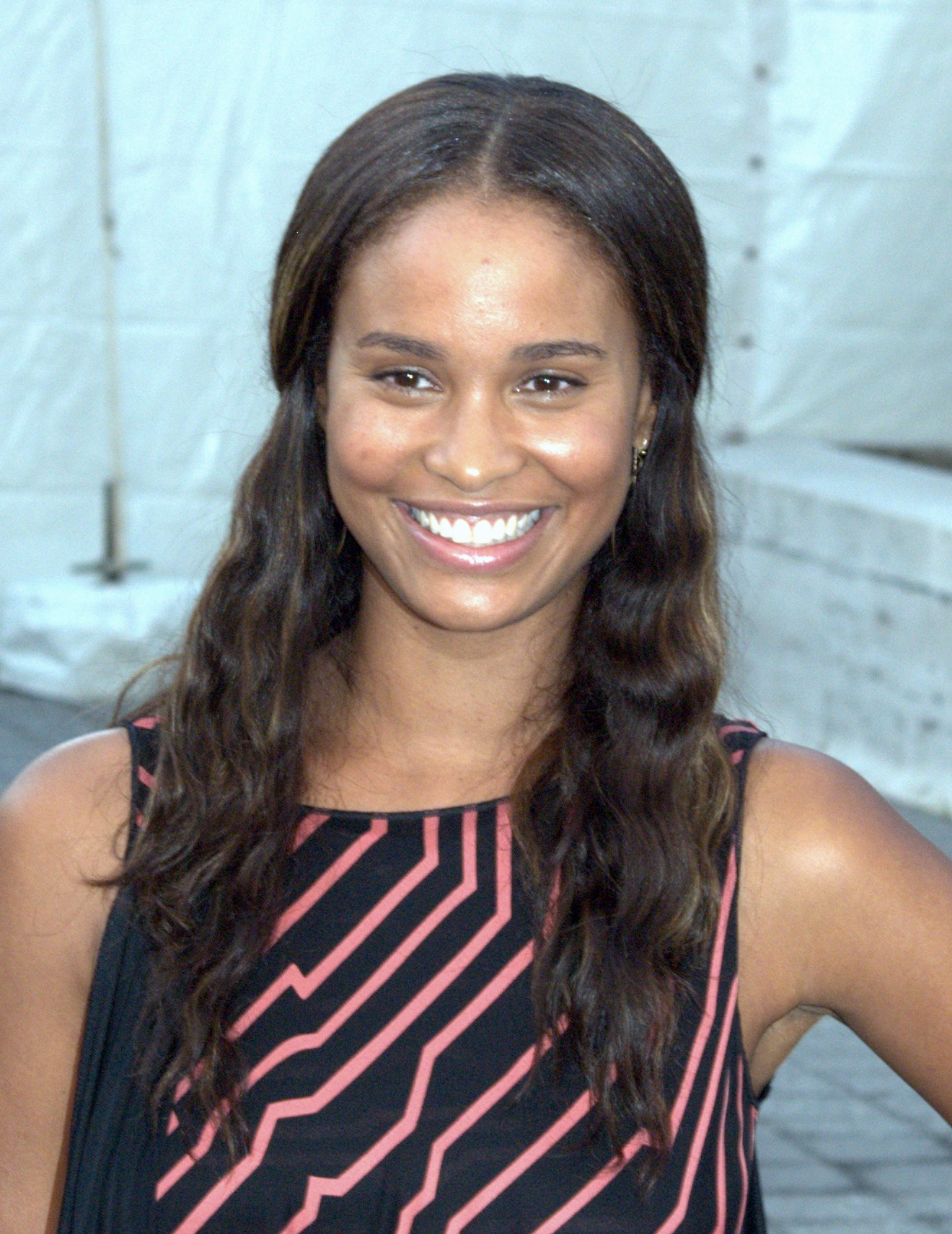
En 2009, au Metropolitan Opera à New York.

#### Rôles réguliers et télévision
En 2010, elle obtient le rôle de Jasmine Braverman dans la série familiale Parenthood diffusée sur NBC. Basée sur le film Portrait craché d'une famille modèle, la série relate les histoires de l'étendue famille Braverman, allant des parents, aux enfants et aux petits enfants. C'est un succès d'audiences, le show installe Joy Bryant sur le petit écran. Elle restera ainsi fidèle à ce personnage jusqu'à l'arrêt de la série, en 2015.
En 2012, elle incarne la petite amie de Bradley Cooper dans la comédie d'action Hit & Run avec Kristen Bell, Kristin Chenoweth et Tom Arnold. Le film est notamment réalisé et porté par Dax Shepard, sa co-star de Parenthood.
En 2014, elle fait partie du quatuor vedette de la comédie saluée par les critiques, About Last Night, aux côtés de Kevin Hart, Regina Hall et Michael Ealy. Il s'agit d'un remake du film À propos d'hier soir... de 1986. Joy Bryant reprend ainsi le rôle autrefois incarné par Demi Moore.

Entre 2015 et 2016, elle défend la série dramatique et historique Good Girls Revolt de la plateforme Prime Video. La série est une adaptation du roman The Good Girls Revolt de Lynn Povich, lui-même basé sur des faits-réels, suivant les femmes du magazine Newsweek dans leurs procès contre leurs employeur. Elle y incarne la femme politique Eleanor Holmes Norton, qu'elle a rencontré afin de préparer le rôle. Le 2 décembre 2016, le service annonce l'abandon de la série après une saison, malgré des audiences annoncées satisfaisantes, la série étant le deuxième meilleur démarrage pour une série originale de la plateforme après The Man in the High Castle.

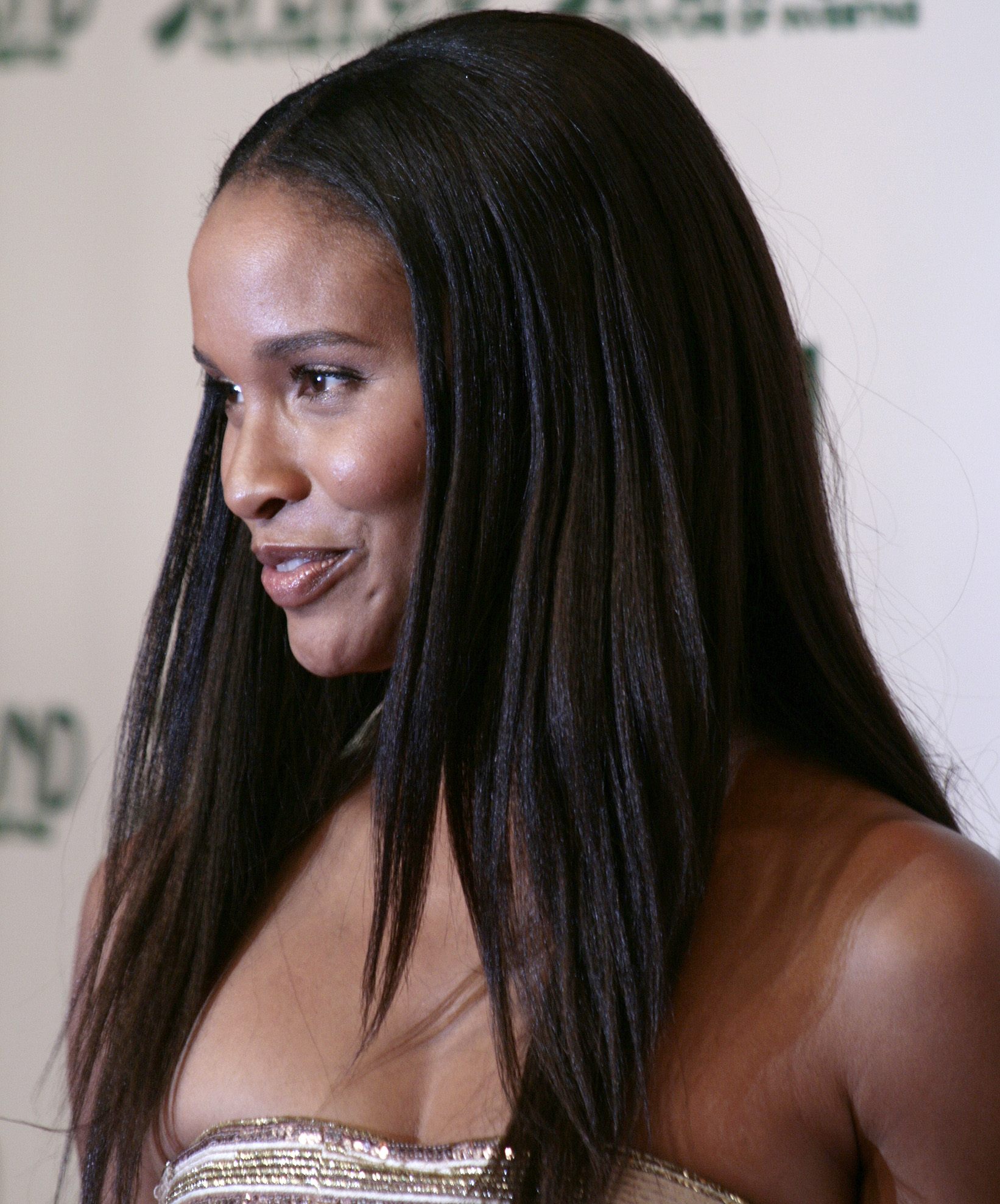
Et à la cérémonie des Women's World Awards 2009 à Vienne.

Entre-temps, elle joue les guest-star pour quelques séries : Elle est un personnage récurrent de la première saison de Rosewood, elle joue dans un épisode de la populaire Girls, enfin, elle s'invite également sur le plateau de la saison 4 de la série d'action Ballers portée par Dwayne Johnson.
En 2019, en plus de décrocher un rôle récurrent dans la série Netflix, Trinkets, avec Brianna Hildebrand, elle obtient aussi l'un des rôles principaux d'une série dramatique et judiciaire du réseau ABC, For Life, aux côtés de Nicholas Pinnock et Indira Varma. Créée par 50 Cent, la série s'inspire de l'histoire vraie d'un homme accusé de meurtre, envoyé en prison à perpétuité. Il va alors devenir avocat depuis sa cellule et se servir de cette nouvelle activité pour aider ses compagnons et prouver son innocence. L'épisode pilote a été produit et réalisé par George Tillman Jr..

## Filmographie

### Cinéma

#### Longs métrages
- 2002 : Showtime de Tom Dey : Lexi
- 2002 : Antwone Fisher de Denzel Washington : Cheryl Smolley
- 2003 : Baadasssss! de Mario Van Peebles : Priscilla
- 2003 : Honey de Bille Woodruff : Gina
- 2004 : Spider-Man 2 de Sam Raimi : femme du web
- 2004 : Three Way (Kidnapping) de Scott Ziehl : Rita Caswell
- 2004 : Haven de Frank E. Flowers : Sheila
- 2005 : Rhythm City Volume One: Caught Up de Timothy Feimster, Usher, Director X, Jake Nava et Chris Robinson : Asia (vidéofilm)
- 2005 : La Porte des secrets de Iain Softley : Jill
- 2005 : London de Hunter Richards : Mallory
- 2005 : Réussir ou mourir de Jim Sheridan : Charlene
- 2006 : Bobby de Emilio Estevez : Patricia
- 2007 : The Hunting Party de Richard Shepard : la petite-amie de Duck
- 2008 : Le Retour de Roscoe Jenkins de Malcolm D. Lee : Bianca Kittles
- 2012 : Hit & Run de David Palmer et Dax Shepard : Neve
- 2014 : About Last Night de Steve Pink : Debbie

#### Court métrage
- 2002 : Kite de Troy Antonio : la mère de Shane

### Télévision

#### Séries télévisées
- 2003 - 2004 : Urgences : Valerie Gallant (saison 10, 3 épisodes)
- 2008 : Entourage : elle-même (saison 5, épisode 11)
- 2010 - 2015 : Parenthood : Jasmine Trussell (rôle principal - 103 épisodes)
- 2011 : Love Bites : Angie (saison 1, épisodes 3 et 4)
- 2015 : The Advocate de Michael M. Robin : Dr Ryan Clarke (pilote non retenu par ABC[21])
- 2015 - 2016 : Good Girls Revolt : Eleanor Holmes Norton (rôle principal - 10 épisodes)
- 2016 : Rosewood : Dr Erika Kincain (rôle récurrent - saison 1, 7 épisodes)
- 2017 : Girls : Marlowe (saison 6, épisode 2)
- 2017 : What Would Diplo Do? : Chandra (saison 1, épisode 5)
- 2018 : Ballers : Jayda Crawford (rôle récurrent - saison 4, 6 épisodes)
- 2019 : Trinkets : Lori Foster (rôle récurrent)
- 2019 : For Life : Marie

#### Téléfilms
- 2001 : Carmen: A Hip Hopera de Robert Townsend : Nikki
- 2009 : Virtuality de Peter Berg : Alice Thibadeau

## Voix francophones
En France, Joy Bryant est régulièrement doublée par Ingrid Donnadieu. Isabelle Langlois et Claire Beaudoin l'ont doublée à deux occasions.
Au Québec, Camille Cyr-Desmarais l'a doublée deux fois. 

## Distinctions
Sauf indication contraire ou complémentaire, les informations mentionnées dans cette section proviennent de la base de données IMDb.

### Récompenses
- Young Hollywood Awards 2003 : révélation féminine
- Festival du film de Hollywood 2006 : meilleure distribution de l'année pour Bobby

### Nominations
- Black Reel Awards 2003 : meilleure actrice dans un second rôle pour Antwone Fisher
- Black Reel Awards 2005 : meilleure actrice dans un second rôle pour How to Get the Man's Foot Outta Your Ass
- 12e cérémonie des Critics' Choice Movie Awards 2007 : meilleure distribution pour Bobby
- 13e cérémonie des Screen Actors Guild Awards 2007 : meilleure distribution pour Bobby
- NAACP Image Awards 2013 : meilleure actrice dans un second rôle dans une série télévisée dramatique pour Parenthood